# 4 Pułk Artylerii Ciężkiej (WP we Francji)
4 Pułk Artylerii Ciężkiej (4 pac) – oddział artylerii ciężkiej Wojska Polskiego we Francji.
Pułk był formowany od kwietnia 1940 roku, w rejonie Coëtquidan, w składzie 4 Dywizji Piechoty. Oficerowie pochodzili ze zgrupowania w Les Sables-d’Olonne oraz Ośrodka Wyszkolenia Artylerii w La Roche-sur-Yon. W połowie czerwca, w związku z przechodzeniem 4 DP na struktury „dywizji lekkiej” pułk został rozwiązany, a żołnierze wcieleni do 4 pal.

## Kadra pułku
- ppłk Jan Olimpiusz Kamiński – dowódca pułku (we IX 1939 dowódca 2 dak)[1]
- ppor. Jan Piwnik – dowódca baterii